# Montevideo City Torque
Maillots
Montevideo City Torque est un club de football uruguayen basé à Montevideo. Il est créé en 2007 sous le nom de Club Atlético Torque et dispute pour la première fois de son histoire la première division du championnat d'Uruguay de football en 2018.
Depuis 2017, le club est la propriété du City Football Group aussi propriétaire de Manchester City, du New York City, du Melbourne City et du Yokohama F. Marinos. À l’aube de la saison 2020, le club est renommé Montevideo City Torque.

## Histoire
Le Club Atlético Torque est fondé le 26 décembre 2007 par l'homme d'affaires uruguayen Raúl Aquino dans le souci de créer un club à partir de rien et de l’emmener au plus haut niveau possible.
Le 20 mars 2017, le site d'information sportive uruguayen Ovacion annonce que le City Football Group propriétaire de Manchester City, New York City, Melbourne City et de Yokohama F. Marinos, cherche à acheter un club uruguayen dans le but de faciliter le suivi et le recrutement de joueurs sud-américains. Le choix s'est porté sur le CA Torque. Il est prévu de travailler avec lui soit dans la construction d'un nouveau stade soit dans le rachat et l'agrandissement du Stade municipal Casto Martínez Laguarda (es) à Minas dans le but d'asseoir un peu plus son potentiel de supporters. Après une série de rumeurs sur l'imminence de la signature, l'achat est validé par la fédération uruguayenne le 5 avril 2017.

### Bilan saison par saison
| Années  | Division | Classement | Points |
| ------- | -------- | ---------- | ------ |
| 2008-09 | 2B       | 7e         | 38     |
| 2009-10 | 2B       | 3e         | 43     |
| 2010-11 | 2B       | 4e         | 50     |
| 2011-12 | 2B       | 1er        | 64     |
| 2012-13 | 2        | 5e         | 44     |
| 2013-14 | 2        | 14e        | 15     |
| 2014-15 | 2        | 10e        | 35     |
| 2015-16 | 2        | 7e         | 27     |
| 2016    | 2        | 6e         | 15     |
| 2017    | 2        | 1er        | 53     |
| 2018    | 1        | 11e        | 41     |
| 2019    | 2        | 1er        | 43     |
| 2020    | 1        | 4e         | 61     |
| 2021    | 1        | 4e         | 50     |
| 2022    | 1        | 13e        | 36     |

## Palmarès
- Championnat d'Uruguay de deuxième division
  - Champion : 2017 et 2019

- Championnat d'Uruguay de troisième division
  - Champion : 2012

## Articles annexes
- City Football Group